# دئولی (بنگلادش)
دئولی (به لاتین: Deuli) یک روستا در بنگلادش است که در استان باریسال و در ناحیه مرکزی باریسال واقع شده است.